# Pemphredon beaumonti
Pemphredon beaumonti är en stekelart som beskrevs av Hellén 1955. Pemphredon beaumonti ingår i släktet Pemphredon, och familjen Crabronidae. Enligt den finländska rödlistan är arten starkt hotad i Finland. Enligt den svenska rödlistan är arten nära hotad i Sverige. Arten förekommer på Gotland, Öland och Svealand. Arten har tidigare förekommit i Götaland men är numera lokalt utdöd. Artens livsmiljö är kulturmarker och andra av människan skapade miljöer.